# Oxypetalum schulzii
Oxypetalum schulzii là một loài thực vật có hoa trong họ La bố ma. Loài này được Malme mô tả khoa học đầu tiên năm 1934.